# Arvesiniadu
Arvesiniadu oder Arvisionadu ist eine seltene Weißweinsorte, die in der italienischen Region Sardinien kultiviert wird. Ihr Anbau ist in den historischen Provinz Goceano empfohlen.
Zu Anfang der 2015er Jahre lag die bestockte Rebfläche bei 20 Hektar.
Siehe auch den Artikel Weinbau in Italien sowie die Liste von Rebsorten.

## Synonyme
Die Rebsorte Arvesiniadu ist auch unter den Namen Arvisionadu, Alvu Signadu, Argu Ingiannau, Arvu Siniadu, Arvusiniagu, Avrisianiadu und Uva Oschirese bekannt.

## Ampelographische Sortenmerkmale
In der Ampelographie wird der Habitus folgendermaßen beschrieben:
- Die Triebspitze ist offen. Sie ist spinnwebig behaart und von gelbgrünlicher Farbe. Die jungen Blätter sind unbehaart und von grüner Farbe. Die Blätter sind braunfarben gestreift
- Die mittelgroßen Blätter sind fünf- bis siebenlappig und tief gebuchtet (siehe auch den Artikel Blattform). Die Stielbucht ist lyren-förmig offen. Der Blattrand ist stumpf gezahnt. Die Zähne sind nur mittelgroß.
- Die walzenförmige Traube ist mittelgroß. Die ovalen Beeren sind mittelgroß und von goldgelblicher Farbe.

Die wuchskräftige Rebsorte treibt spät aus und reift ca. 30 Tage nach dem Gutedel und gehört damit zu den Rebsorten der mittleren dritten Reifungsperiode (siehe das Kapitel im Artikel Rebsorte). Sie gilt somit als spät reifend. Arvesiniadu ist eine Varietät der Edlen Weinrebe (Vitis vinifera). Sie besitzt zwittrige Blüten und ist somit selbstfruchtend. Beim Weinbau wird der ökonomische Nachteil vermieden, keinen Ertrag liefernde, männliche Pflanzen anbauen zu müssen.